# Лаулау
Лаулау — гавайское блюдо, традиционно состоявшее из свинины, обёрнутой в Луау или лист колоказии.
В старых Гавайях лаулау готовилось следующим образом: кусочки свинины или рыбы помещались в центр блюда и заворачивались в листья Луау. Затем лаулау помещалось в подземную печь Калуа. Затем на блюдо помещали горячие камни, завернутые в банановые листья, и оно снова отправлялось в печь. Спустя несколько часов лаулау было готово.
Сегодня, лаулау готовят из колоказии, соленого маслюка, а также свинины, говядины или цыпленка. Лаулау часто употребляют в качестве горячего блюда на ланч и обычно подают с рисом или макаронным салатом.
Аналогичные полинезийские блюда могут иметь в составе отварную солонину, креветки, угря в разных комбинациях.